# Distretto di Pendik

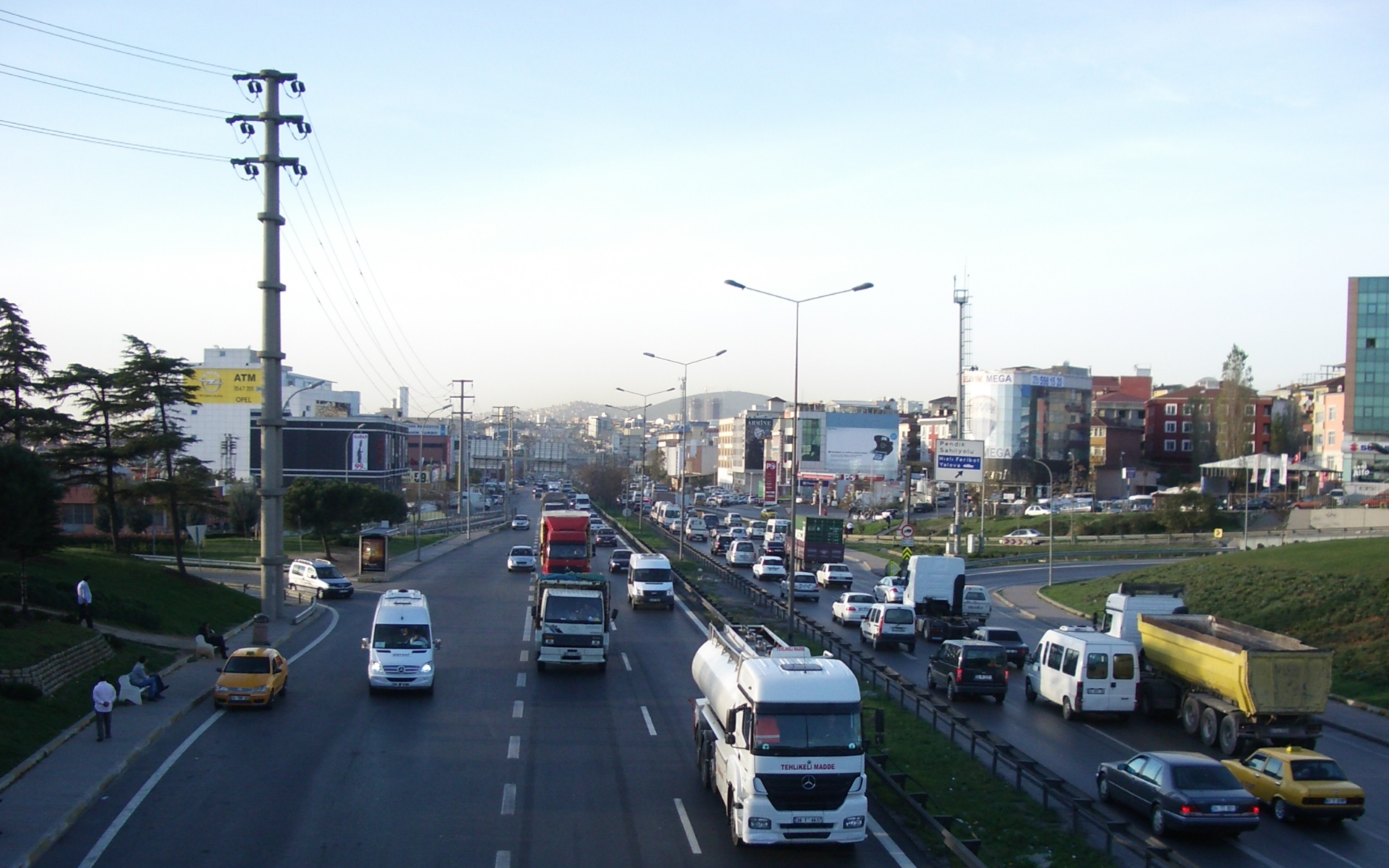
E 5, Pendik.

Pendik è un distretto e un comune soggetto al comune metropolitano di Istanbul. È situato sulla parte asiatica della città. Confina con Sultanbeyli, Sancaktepe e Çekmeköy a nord-ovest, Şile a nord e Gebze a nord-est. Pendik si trova tra i distretti di Kartal e Tuzla e ha una costa lunga 7,5 km sul Mar di Marmara a sud.
Pendik si è evoluto da piccolo villaggio di pescatori e regione rurale in una delle periferie in più rapida crescita di Istanbul negli ultimi 60 anni. Mentre negli anni '50 nel distretto vivevano meno di 10.000 persone, l'immigrazione e successivamente l'apertura di un cantiere navale (in turco Pendik Tersanesi) negli anni '80 hanno causato una vera e propria esplosione demografica. Pendik ha 726.481 abitanti (alla fine del 2020). Qui la marina turca gestisce una base.
A causa dell'industrializzazione della città e della regione, la pesca e l'agricoltura precedentemente dominanti hanno perso importanza. Nel 2008 c'erano circa 6000 aziende commerciali a Pendik, di cui circa un terzo erano aziende manifatturiere. Nell'ambito del progetto di sviluppo dell'Advanced Technology Industrial Park, il secondo aeroporto internazionale di Istanbul, l'aeroporto Sabiha Gökçen di Istanbul, è stato aperto a Pendik nel 2001.

## Etimologia
Il toponimo turco Pendik è una deformazione del toponimo greco Panteichion.

## Storia

### Neolitico ed età del bronzo
I primi ritrovamenti (ad esempio a Temenye Höyük) indicano che la regione fu colonizzata nell'Epipaleolitico. A Fikirtepe vicino a Kadıköy, gli scavi hanno rivelato la presenza di pescatori e cacciatori basati sulle loro case di vimini ovali e rettangolari. Il sito ha dato il nome alla cultura Fikirtepe, che, oltre al sito principale, comprende anche Pendik, Ihpinar (vicino a İznik) e Mentese. La ceramica del tardo neolitico proveniente da Fikirtepe si diffuse verso ovest in Tessaglia.

### Bitinia e Impero Romano
Secondo Erodoto i Thyni e i Bithyni, due tribù tracie, immigrarono nell'area che in seguito formò il regno di Bitinia, a cui apparteneva Pendik. Nel VI secolo a.C. Il loro impero cadde in Lidia, ma il suo re Creso fu sconfitto nel 546 a.C. dai persiani. Ciò rese l'area parte della satrapia frigia. Quando Alessandro Magno conquistò l'impero persiano, i Bitini riuscirono a mantenere la loro indipendenza nel 297 a.C. divenne un regno. 264 a.C fu costruita la capitale Nicomedia. L'ultimo re bitino, Nicomede IV, lasciò in eredità il suo regno nel 74 a.C. ai romani. Successivamente, il luogo condivise il destino politico degli imperi romano e bizantino. Diverse esecuzioni furono eseguite a Panteichion, ad esempio nel 399 quella di Eutropio, console e consigliere dell'imperatore romano d'Oriente Arcadio, o quella dell'Unno Tarrach. Il generale dell'imperatore Giustiniano I, Belisario, possedeva una villa o almeno un terreno a Pendik, come riporta Procopio.

### Bisanzio e Impero ottomano
Nel 1079 i Selgiuchidi conquistarono la città prima che fosse riconquistata dall'impero bizantino intorno al 1086. Sotto il dominio bizantino, la città era chiamata Pantikion o Pentikion. Dal 1306 al 1320 ci furono battaglie intermittenti tra Bisanzio e l'Impero Ottomano sulla regione. Intorno al 1328, l'Impero Ottomano sotto Orhan Gazi riconquistò la città prendendo il castello di Aydos e il palazzo di Damatrys.  A circa 4,5 km a est del centro città si trova la comunità di Orhangazi, che prende il nome dal conquistatore e sovrano ottomano.
In epoca ottomana, Pendik era un villaggio appartenente a Gebze, in seguito un comune di Uskudar e Sanjak di Kartal.
Da allora, Pendik fu un piccolo villaggio di pescatori. Ci furono tre grandi incendi a Pendik tra il 1878 e il 1889. Il più catastrofico fu nel 1889, che si stima abbia distrutto circa 1.200 case e negozi. La città fu poi ricostruita su richiesta del consiglio comunale secondo i piani di architetti e ingegneri parigini.

### Repubblica turca

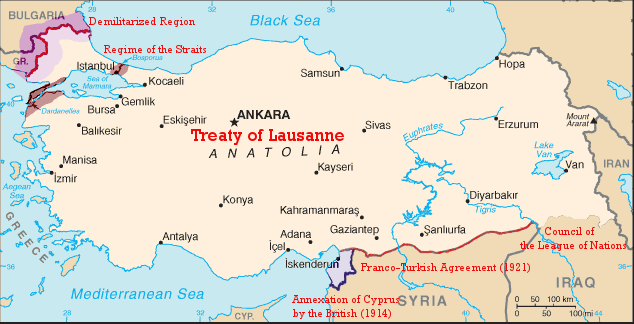
Confini della Turchia dopo il Trattato di Losanna

Il 30 gennaio 1923, nel Trattato di Losanna, fu concordato uno scambio di popolazione tra Grecia e Turchia. Sulla base di questa convenzione, la popolazione greco-ortodossa che viveva in Asia Minore fu espulsa in Grecia, mentre la popolazione musulmana della Grecia dovette emigrare in Turchia. Questo ha trasformato Pendik da un luogo greco in un luogo turco.
Il 4 luglio 1987, la Gazzetta ufficiale turca n. 19507 annunciò che Pendik sarebbe stato separato da Kartal l'11 agosto 1988 e sarebbe diventato un distretto indipendente. Nel 1992, la legge n. 3806 ha formato la nuova contea meridionale di Tuzla, con Pendik che ha perso circa il 40% del suo territorio.